# Microbianor golovatchi
Microbianor golovatchi är en spindelart som beskrevs av Dmitri Viktorovich Logunov 2000. Microbianor golovatchi ingår i släktet Microbianor och familjen hoppspindlar. Inga underarter finns listade i Catalogue of Life.